# Aboubacar Tambadou
Aboubacar Tambadou, né le 16 janvier 1987, est un footballeur malien évoluant au poste de milieu défensif avec l'Avenir sportif de La Marsa.

## Biographie

### En club
Lors de la saison 2009/2010, il évolue en Tunisie sous les couleurs du Stade tunisien. 
Lors de l'intersaison 2010/2011, il signe en faveur de l'Avenir sportif de La Marsa.

### En équipe nationale
Aboubacar Tambadou a honoré sa première sélection avec l'équipe national du Mali lors d'un match amical en 25 avril 2009 contre la Guinée équatoriale

## Statistiques
| Saison                | Club                  | Championnat           | Championnat | Championnat | Coupe(s) nationale(s) | Coupe(s) nationale(s) | Compétition(s) continentale(s) | Compétition(s) continentale(s) | Compétition(s) continentale(s) | Sélection | Sélection | Sélection | Total | Total |
| Saison                | Club                  | Division              | M.          | B.          | M.                    | B.                    | Comp.                          | M.                             | B.                             | Équipe    | M.        | B.        | M.    | B.    |
| 2009-2010             | Stade tunisien        | 1                     | 19          | -           | -                     | -                     | -                              | -                              | -                              | Mali      | 1         | 0         | 20    | 0     |
| 2010-2011             | AS La Marsa           | 1                     | 22          | 1           | -                     | -                     | -                              | -                              | -                              | Mali      | 2         | 0         | 24    | 1     |
| 2011-2012             | AS La Marsa           | 1                     | 29          | 4           | -                     | -                     | -                              | -                              | -                              | -         | -         | -         | 29    | 4     |
| 2012-2013             | AS La Marsa           | 1                     | 14          | 3           | -                     | -                     | -                              | -                              | -                              | -         | -         | -         | 14    | 3     |
| Sous-total            | Sous-total            | Sous-total            | 84          | 8           | -                     | -                     | -                              | -                              | -                              | -         | 3         | 0         | 87    | 8     |
| 2013-2014             | Al-Karkh SC           | 1                     | 1           | 1           | -                     | -                     | -                              | -                              | -                              | -         | -         | -         | 1     | 1     |
| Sous-total            | Sous-total            | Sous-total            | 1           | 1           | -                     | -                     | -                              | -                              | -                              | -         | -         | -         | 1     | 1     |
| 2014-2015             | AS La Marsa           | 1                     | 10          | 1           | -                     | -                     | -                              | -                              | -                              | -         | -         | -         | 10    | 1     |
| Sous-total            | Sous-total            | Sous-total            | 10          | 1           | -                     | -                     | -                              | -                              | -                              | -         | -         | -         | 10    | 1     |
| Total sur la carrière | Total sur la carrière | Total sur la carrière | 95          | 10          | -                     | -                     | -                              | -                              | -                              | -         | 3         | 0         | 98    | 10    |

## Carrière
- 2009-2010 : Stade tunisien ( Tunisie)
- 2010-2013 : Avenir sportif de La Marsa ( Tunisie)
- 2013-2014 : Al-Karkh SC ( Irak)
- 2015-2016 : Najran SC ( Arabie saoudite)
- 2018-2019 : Budaiya Club ( Bahreïn)